# Рангипо
Рангипо (англ. Rangipo Desert) — небольшая, но довольно суровая полупустынная местность в центре Северного острова Новой Зеландии. Расположена в Центральном вулканическом плато. Площадь около 1000 км². Средний охват 30-40 км. Пустыню пересекает 1-я новозеландская трасса Север-Юг (так называемая «пустынная трасса»). Непосредственно к северу от пустыни расположено крупное кратерное озеро Таупо. Хороший вид на пустыню открывается со склонов вулкана Руапеху. Поблизости располагаются и два других действующих вулкана — Тонгариро и Нгаурухое. Пустыня образовалась на высоте 600—1500 м в горном регионе Кайманава.
Несмотря на 1500—2500 мм осадков ежегодно, преимущественно в виде ливней, местные пористые супесчаные почвы влагу практически не удерживают, а мощные ветра ускоряют испарение и эрозию. Зимой нередки сильные снегопады. Ночью в пустыне заморозки наблюдаются до 270 дней в году, при том что на побережье морозных дней не более 30.

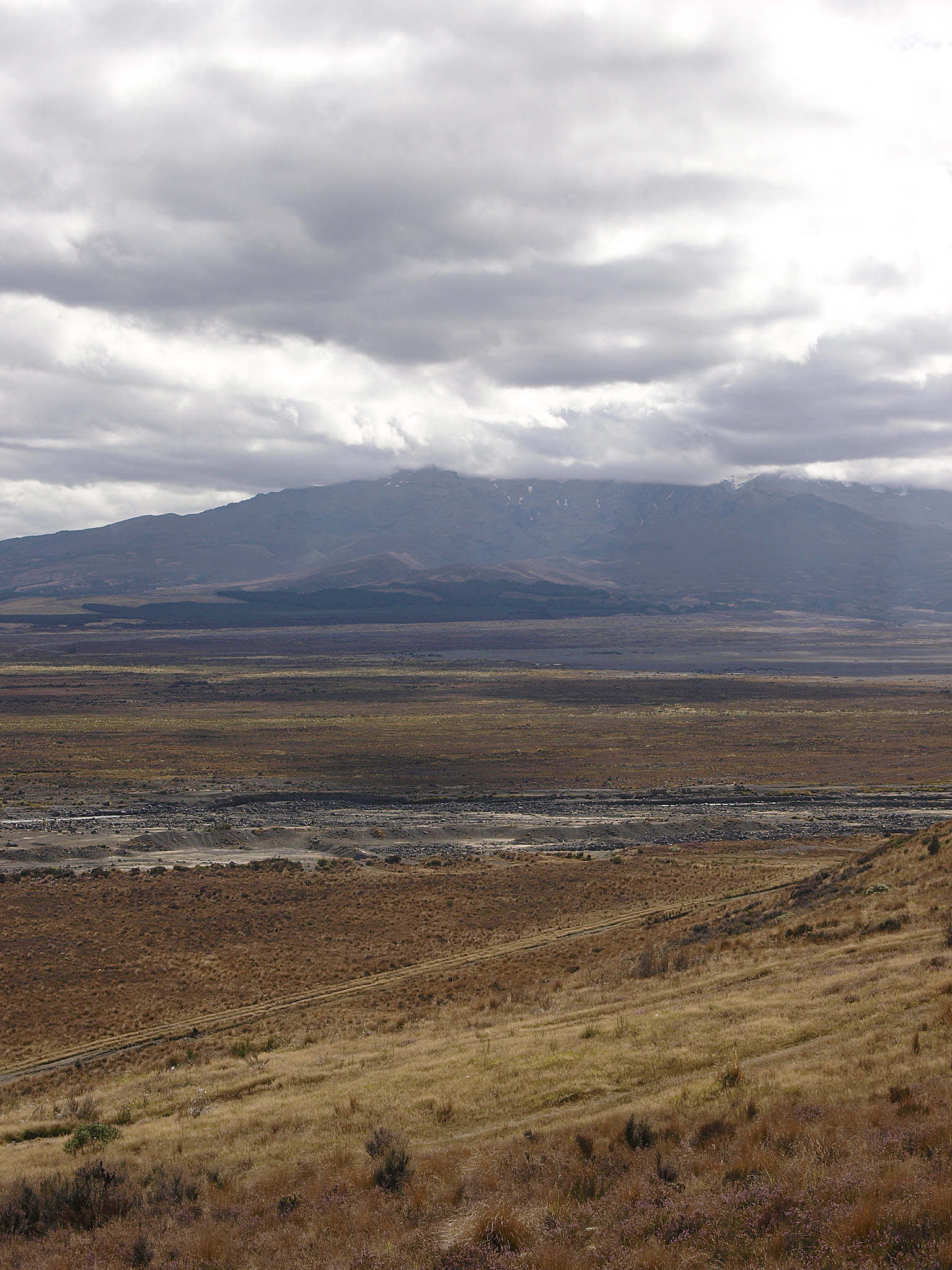
Гора Руапеху и пустыня Рангипо
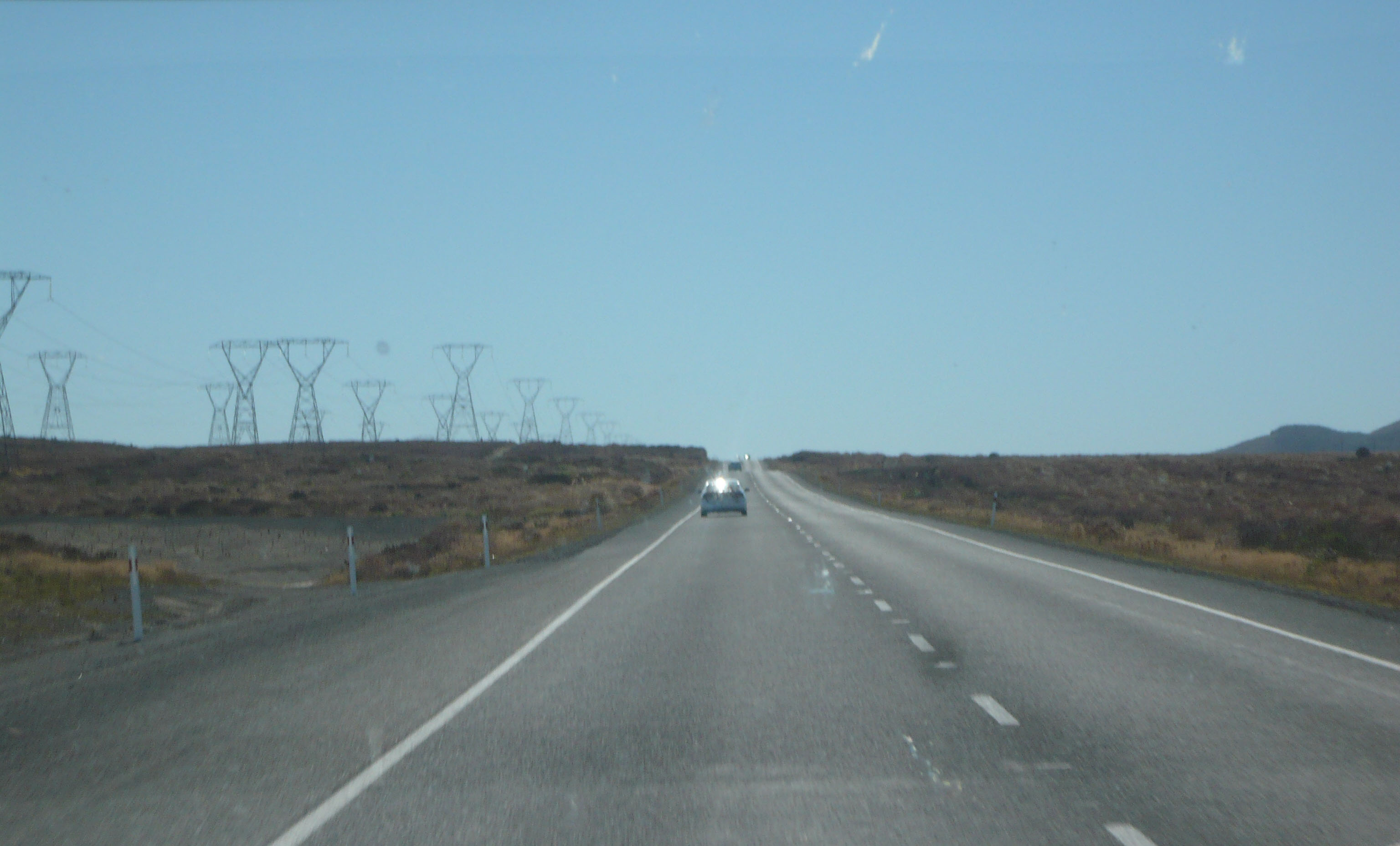
Т. н. «пустынная трасса»